# رجوع الشيخ إلى صباه في القوة على الباه
كتاب رجوع الشيخ إلى صباه في القوة على الباه هو مؤلف للامام أحمد بن سليمان بن كمال باشا قام بتأليفه بإشارة من السلطان سليم الأول وأتم طباعته في سنة 903 هـ.
يشتمل الكتاب على ثلاثين باباً تتعلق بأسرار الرجال وما يقويهم على النكاح من الأدوية والأغذية، والثاني يشتمل على ثلاثين باباً تتعلق بأسرار النساء وما يناسبهن من الزينة وينقسم الكتاب إلى جزئين، جزء يحتوي على اثني عشر باباً تتعلق بأسرار الرجال وما يقويها على الباه من الأدوية والأغذية والخواص وما يشبه ذلك.
والجزء الثاني يشتمل على عدة أبواب تتعلق بأسرار النساء وما يناسبهن من الزينة والخضابات وما يخضب به البدن ومايسمنه وما يطول الشعر ويسوده وما الذي يستجلبن به مودات الرجال، والحكايات التي نقلت عنهن في أمر الباه مما يحرك شهوة السامع لها، وما قيل فيهن من زيادة الشهوة وقلتها وما نقل عنهن من رقة الألفاظ عند الجماع مما يزيد في اللذة ويقوي الشهوة.

## بعض أبواب الكتاب
- باب في ذكر منافع الباه وما الذي نقـل عـن الحكماء في ذلك
- باب في ذكر الأدوية الملذذة للجماع
- باب في ذكر الأشيـاء المنقصة لشهـوة الباه
- باب في معرفة مايكون في النساء من الأوصاف الجميلة في أعضائهن
- باب في معرفـة الأدوية التي تطيب رائحة البدن والثيـاب من المرأة الجالبة لمودة الرجال
- باب في معرفة الأدوية التي تزيد في من المرأة وتقوى ظهرهـا وتغزر منيهـا
- باب في ذكر الأدوية التي تحبب السحق إلى النساء حتى يشتغلن به ويأخذهن عليـه الهيمان والجنون
- باب في معرفـة الأدوية التي تضيق فـروج النساء وتسخنهم وتجفف رطوبتهن
- باب فيما يجب أن يستعمل بعد النكاح
- باب في الأوقات التي يستحب أو يكره فيها الجماع
- باب في الأدوية الملذة للجماع
- باب في ذكر الأدوية المعينة على الحمل
- باب في ذكر الأدوية المانعة للحمل
- باب في معرفة ما يكون في النساء من الأوصاف الجميلة في أعضائهن
- باب في العلامات التي يستدل بها الشهوة وكثرتها عند النساء
- باب في الأدوية التي تطيب رائحة البدن والثياب من المرأة الجالبة لمودة الرجال
- باب في معرفة الأدوية التي تهيج شهوة المرأة
- باب في ذكر كيفية أنواع الجماع
- باب في الحيل على الباه
- باب الحكايات